# Grumbates

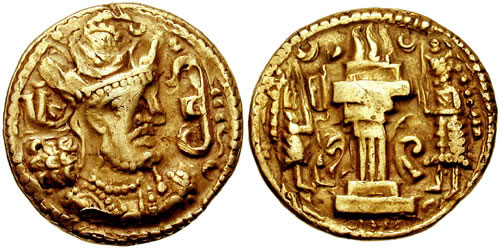
Moneda de Sapor II, rey sasánida, dinar pesado, ceca Sind.

Grumbates fue un rey de los quionitas, una tribu nómada antigua de Transoxiana probablemente parte de los kidaritas.
Grumbates es mencionado  por Amiano Marcelino como causa de gran preocupación entre los persas. Entre 353 y 358 d. C. Grumbates atacó las fronteras orientales de Sapor II junto con otras tribus nómadas. Después de una lucha prolongada fueron forzados a concluir una paz y Grumbates acompañó a Sapor II en su siguiente guerra contra los romanos. Las victorias de los quionitas durante sus campañas en al oriente del mar Caspio fueron descritas por Amiano Marcelino:

Grumbates Chionitarum rex novus aetate quidem media rugosisque membris sed mente quadam grandifica multisque victoriarum insignibus nobilis.

"Grumbates, el nuevo rey de los Chionitas, aunque era de mediana edad y sus miembros ya presentaban arrugas, estaba dotado con una mente grandiosa y fue conocido por sus muchas y significadas victorias."
Amiano Marcelino, 18.6.22.

Participó en el sitio de Amida en 359, en el que falleció su hijo.